# Aoraki (genre)
Pour l’article homonyme, voir Aoraki.
Genre
Aoraki est un genre d'opilions cyphophthalmes de la famille des Pettalidae.

## Distribution
Les espèces de ce genre sont endémiques de Nouvelle-Zélande.

## Liste des espèces
Selon World Catalogue of Opiliones (15/04/2021) :
- Aoraki calcarobtusa (Forster, 1952)
- Aoraki crypta (Forster, 1948)
- Aoraki denticulata (Forster, 1948)
- Aoraki granulosa (Forster, 1952)
- Aoraki healyi (Forster, 1948)
- Aoraki inerma (Forster, 1948)
- Aoraki longitarsa (Forster, 1952)
- Aoraki stephenensis (Forster, 1952)
- Aoraki tumidata (Forster, 1948)
- Aoraki westlandica (Forster, 1952)

## Publication originale
- Boyer & Giribet, 2007 : « A new model Gondwanan taxon: systematics and biogeography of the harvestman family Pettalidae (Arachnida, Opiliones, Cyphophthalmi), with a taxonomic revision of genera from Australia and New Zealand. » Cladistics, vol. 23, no 4, p. 337-361.